# Elecciones parlamentarias de Chile de 2021
Las elecciones parlamentarias de Chile para el período 2022-2026 se realizaron el 21 de noviembre de 2021, en conjunto con la elección presidencial y las elecciones de consejeros regionales.

## Antecedentes
En estas elecciones se renovó por completo la Cámara de Diputados, y se eligieron 27 senadores, correspondientes a las regiones de Antofagasta, Coquimbo, Metropolitana de Santiago, O'Higgins, Ñuble, Biobío, Los Ríos, Los Lagos y Magallanes, completando así la renovación total del Senado, prevista por la reforma de 2015 que aumentó los escaños senatoriales de 38 a 50. En caso de que algún partido o coalición decidiera realizar primarias parlamentarias oficiales, éstas tuvieron lugar el 4 de julio.
El 3 de junio de 2020 la Cámara de Diputadas y Diputados de Chile aprobó la «ley que limita la reelección de parlamentarios y otras autoridades», la limitación a la reelección será retroactiva debido a que el texto que fue aprobado por diputados contiene una disposición «in actum» que el senado pasó por alto. De esta forma, para las elecciones parlamentarias de 2021, 37 diputados y 6 senadores no podrán repostular a sus escaños.

## Primarias parlamentarias
El Partido Ecologista Verde (PEV) inscribió primarias parlamentarias ante el Servicio Electoral de Chile (Servel) el 19 de mayo de 2021, haciendo un llamado a las candidaturas independientes que decidieran sumarse a inscribir su postulación dentro de la lista del PEV. Estas primarias se iban a realizar en los distritos 8, 12, 13 y 20, presentando un total de 23 candidaturas.
Al día siguiente fueron publicadas en el sitio web del Servel las candidaturas oficializadas y rechazadas por el organismo. Dado que fueron rechazadas 9 candidaturas —principalmente debido a que algunos postulantes no cumplían el plazo mínimo de 2 meses de afiliación al partido—, el PEV presentó una reclamación ante el Tribunal Calificador de Elecciones (Tricel) para intentar revertir dicha situación, la cual fue rechazada el 2 de junio. Ya que el número de candidaturas aceptadas era menor al de cupos por asignar, dichas primarias fueron canceladas y finalmente no se llevarán a cabo, ante lo cual la directiva del PEV acusó irregularidades y errores de criterio por parte del Servel y el Tricel.

## Listas y partidos
El primer pacto para las elecciones parlamentarias fue inscrito ante el Servel el 6 de agosto de 2021 entre el Partido Conservador Cristiano, el Partido Republicano e independientes bajo la denominación de «Frente Social Cristiano». El 16 de agosto se inscribió el pacto «Dignidad Ahora», compuesto por el Partido Humanista y el Partido Igualdad; esta última colectividad dejó su alianza con Chile Digno y Apruebo Dignidad para presentarse en una lista electoral aparte.
El 19 de agosto fue inscrito el pacto «Independientes Unidos», compuesto por el Partido Nacional Ciudadano y Centro Unido, mientras que al día siguiente fueron declaradas las candidaturas de los partidos Ecologista Verde y Nuevo Tiempo, quienes concurren cada uno en solitario. El 22 de agosto fue inscrita la lista de candidaturas parlamentarias de Chile Vamos, que para esta elección fue renombrada «Chile Podemos Más», estilizado como «Chile Podemos M+s». El 23 de agosto fueron inscritas las listas parlamentarias individuales del Partido de Trabajadores Revolucionarios, el Partido de la Gente y Unión Patriótica, además del pacto «Apruebo Dignidad».
En el caso de Unidad Constituyente, el 23 de agosto el Partido Progresista (PRO) fue excluido del pacto de candidaturas parlamentarias debido a la inscripción de la candidatura presidencial de Marco Enríquez-Ominami; debido a ello, los demás partidos de Unidad Constituyente inscribieron la lista denominada «Nuevo Pacto Social» y el PRO inscribió una lista propia de manera individual.
El Servel anunció el 2 de septiembre las candidaturas presentadas para la Cámara de Diputadas y Diputados; de estas 200 fueron rechazadas por diversos motivos, incluidas 96 candidaturas de Apruebo Dignidad y 90 del Frente Social Cristiano. El 29 de septiembre, el Servel publicó la nómina final de candidatos a diputado y senador, luego de que el Tricel acogiera los recursos de varios partidos políticos y ordenara la reinscripción algunas candidaturas.

### Pactos inscritos
El 23 de septiembre se realizó el sorteo del orden de las listas en la papeleta de votación:
| Pacto                                       | Partido                                      |
| ------------------------------------------- | -------------------------------------------- |
| AA. Chile Podemos +                         | Renovación Nacional                          |
| AA. Chile Podemos +                         | Unión Demócrata Independiente                |
| AA. Chile Podemos +                         | Evolución Política                           |
| AA. Chile Podemos +                         | Partido Regionalista Independiente Demócrata |
| AB. Partido de la Gente                     | Partido de la Gente                          |
| AE. Partido de Trabajadores Revolucionarios | Partido de Trabajadores Revolucionarios      |
| AH. Nuevo Pacto Social                      | Partido Socialista                           |
| AH. Nuevo Pacto Social                      | Partido por la Democracia                    |
| AH. Nuevo Pacto Social                      | Partido Demócrata Cristiano                  |
| AH. Nuevo Pacto Social                      | Ciudadanos                                   |
| AH. Nuevo Pacto Social                      | Partido Radical                              |
| AH. Nuevo Pacto Social                      | Partido Liberal                              |
| AL. Partido Ecologista Verde                | Partido Ecologista Verde                     |
| AM. Unión Patriótica                        | Unión Patriótica                             |
| AN. Dignidad Ahora                          | Partido Humanista                            |
| AN. Dignidad Ahora                          | Partido Igualdad                             |
| AP. Frente Social Cristiano                 | Partido Republicano                          |
| AP. Frente Social Cristiano                 | Partido Conservador Cristiano                |
| AR. Apruebo Dignidad                        | Revolución Democrática                       |
| AR. Apruebo Dignidad                        | Comunes                                      |
| AR. Apruebo Dignidad                        | Convergencia Social                          |
| AR. Apruebo Dignidad                        | Partido Comunista                            |
| AR. Apruebo Dignidad                        | Federación Regionalista Verde Social         |
| AT. Nuevo Tiempo                            | Nuevo Tiempo                                 |
| AW. Independientes Unidos                   | Centro Unido                                 |
| AW. Independientes Unidos                   | Partido Nacional Ciudadano                   |
| AY. Partido Progresista                     | Partido Progresista                          |

## Candidaturas

### Candidatos al Senado
A continuación se muestra un listado de precandidaturas que presentaron sus intenciones de participar de estos comicios representando a los partidos políticos que se hacen mención.
| Circ.                                                                       | Nuevo Pacto Social | Apruebo Dignidad | Chile Podemos Más | Frente Social Cristiano | Dignidad Ahora                                                                                            | UPA                                             | Independientes Unidos                                     | PDG                                                                                  | PEV                                           | PTR                         | Independientes    |
| --------------------------------------------------------------------------- | --- | --- | --- | --- | --- | ----------------------------------------------- | --------------------------------------------------------- | ------------------------------------------------------------------------------------ | --------------------------------------------- | --------------------------- | ----------------- |
| III(3)                                                                      | Pedro Araya (Ind-PPD) Jacqueline Santander (PS) Marcela Hernando (PR) Jeanette Hurtado (PDC)                                             | Esteban Velásquez (FRVS) Marta Molina (FRVS) Jan Cademartori (PC) Iván Ávila (RD)                                                 | Paulina Núñez (RN) Marco Antonio Díaz (RN) Katherine López (UDI) Daniel Guevara (Ind-UDI)                                                | | Moisés Ibacache (PI) María Vera (Ind-PI)                                                                  |                                                 | Germán Romagnoli (CU) César Araya (Ind-CU)                | Paola Debia Ricardo Vargas Tamara Gaytán                                             |                                               | Galia Aguilera Domingo Lara |                   |
| IV(3)                                                                       | Matías Walker (PDC) Adriana Muñoz (PPD)                                                                                                  | Daniel Núñez (PC) Marcelo Díaz (Ind-CS) Jeannette Medina (Ind-FRVS) Edio Cortés (COM)                                             | Sergio Gahona (UDI) Alejandra Valdovinos (UDI) Pedro Velásquez (Ind-PRI) Giannina González (RN)                                          | | Caterina Simoncelli (Ind-PI) Esteban Vilchez (Ind-PI)                                                     |                                                 | Sergio Rojas (Ind-CU)                                     | Eileen Urqueta Cristian Astorga                                                      |                                               |                             |                   |
| VII(5)                                                                      | Verónica Pardo (Ind-PL) Eugenio Ortega (PDC) Gabriel Silber (PDC) Paulina Vodanovic (PS) Alberto Pizarro (PPD) Natalia Piergentili (PPD) | Karina Oliva (COM) Gonzalo Martner (Ind-COM) Guillermo Teillier (PC) Claudia Pascual (PC) Rocío Donoso (RD) Sebastián Depolo (RD) | Manuel José Ossandón (RN) Marcela Sabat (RN) Daniela Cabezas (UDI) Carolina Lavín (UDI) Luciano Cruz-Coke (EVO) Jaime Mañalich (Ind-EVO) | Rojo Edwards (PRCh) María Gatica (PRCh) Álvaro Pezoa (PRCh) Ricardo Ortega (PRCh) Pamela Pizarro (Ind-PRCh) Beatriz Maturana (Ind-PRCh) | Paula Cancino (PI) Mariana Gutiérrez (PI) Rodrigo Urzúa (Ind-PI) Marcelo Rioseco (PH) Mercedes Bravo (PH) | Rafael Aravena Fresia Quilodrán Varinia Aravena | Cristián Contreras (CU) Fabiola Moya (CU) Ruth Rojas (CU) | Valeska Oyarce Erna Pérez Rodrigo Silva Rodrigo Díaz Carolina González Roberto Cofré | Celeste Jiménez Patricio Neira Daiana Squella |                             | Fabiola Campillai |
| VIII(3)                                                                     | Juan Luis Castro (PS) Marcia Barrera (PDC) José Antonio Gómez (PR)                                                                       | Alejandra Sepúlveda (FRVS) Pablo Dintrans (FRVS) Mónica Gómez (PC)                                                                | Javier Macaya (UDI) Ramón Barros (UDI) Virginia Troncoso (Ind-RN) Macarena Matas (RN)                                                    | | | Carlos Iturrieta                                |                                                           | Claudio Mella Mario Leyton Ruth Alvarado                                             |                                               |                             |                   |
| XVI(2)                                                                      | Loreto Carvajal (PPD) Jorge Sabag (PDC)                                                                                                  | Cecilia Palacios (PC) | Jacqueline van Rysselberghe (UDI) Gustavo Sanhueza (UDI) Victoria Ortiz (PRI)                                                            | | Samuel Jiménez (Ind-PI)                                                                                   |                                                 |                                                           | David Keller Katherine Quilodrán                                                     | Juan Manuel Rivas Eliana Sanhueza             |                             |                   |
| X(3)                                                                        | José Pérez (PR) José Miguel Ortiz (DC) Gastón Saavedra(PS)                                                                               | Daniela Dresdner (RD) Fabio Bogdanic (CS) Óscar Menares (Ind-PC) Francisco Córdova (Ind-FRVS)                                     | Sebastián Keitel (EVO) Katherine Echaiz (EVO) Enrique van Rysselberghe (UDI) Iván Norambuena (UDI)                                       | Antaris Varela (PCC) Tamara González (PCC) Abraham Larrondo (Ind-PCC) Roberto Francesconi (Ind-PCC)                                     | Esteban Arévelo (Ind-PI)                                                                                  | Zaida Falces                                    | Angélica San Cristóbal (CU)                               | Darwin Acuña María Angélica Ojeda Sandra Neira Roberto Guzmán                        | Pablo Riveros                                 |                             |                   |
| XII(3)                                                                      | Alfonso de Urresti (PS) Faumelisa Manquepillán (Ind-PS) Sayonara Yáñez (DC) Iván Flores (DC)                                             | Mónica Quiroz (Ind-CS) Roberto Giubergia (RD)                                                                                     | Ena von Baer (UDI) Margot Cárdenas (EVO) Pamela Bolbarán (PRI) María José Gatica (RN)                                                    | | |                                                 | Óscar Almazán (PNC)                                       | Hilda Cerda Carmen Gárate Gustavo Dávila Luis Proboste                               |                                               |                             |                   |
| XIII(3)                                                                     | Rabindranath Quinteros (PS) Fidel Espinoza (PS) Pamela Bertín (PDC) Jorge Keim (PL)                                                      | Orietta Llauca (Ind-COM) Fernanda Hederra (RD) Paola Venegas (PCCh)                                                               | Iván Moreira (UDI) Javier Hernández (UDI) Alejandro Santana (RN) Carlos Kuschel (RN)                                                     | | |                                                 | Natalia Ravanales (Ind-CU) Fabiola Moya (Ind-PNC)         | Cristian Álvarez Carolina Figueroa Angélica Henríquez Christian Cid                  | Mauricio Martínez                             |                             |                   |
| XV(2)                                                                       | Ninen Gómez (PDC) María de los Ángeles Flores (PS)                                                                                       | Luz Bermúdez (CS) Julio Contreras (Ind-CS)                                                                                        | Juan José Arcos (PRI) Sandra Amar (Ind-UDI) Alejandro Kusanovic (Ind-RN)                                                                 | | Juan Márquez (Ind-PH)                                                                                     |                                                 |                                                           | Jesús Gutiérrez Carla Amthauer                                                       |                                               |                             | Karim Bianchi     |
| Nota: Entre paréntesis () número de senadores a elegir por circunscripción. | | | | | |                                                 |                                                           |                                                                                      |                                               |                             |                   |

### Candidatos a la Cámara de Diputados
A continuación se muestra un listado de precandidaturas que presentaron sus intenciones de participar de estos comicios representando a los partidos políticos que se hacen mención.
| Dist.                                                                 | Nuevo Pacto Social | Apruebo Dignidad | Chile Podemos Más | Frente Social Cristiano | Dignidad Ahora | UPA | Independientes Unidos | PDG | PEV | PRO                                                                      | PTR | NT                                         | Independientes              |
| --------------------------------------------------------------------- | --- | --- | --- | --- | --- | --- | --- | --- | --- | ------------------------------------------------------------------------ | --- | ------------------------------------------ | --------------------------- |
| 1[d](3)                                                               | Vlado Mirosevic (PL) Luis Malla (PL) Luis Rocafull (PS) Gladys Acuña (PS) | Ricardo Sanzana (FRVS) Silvia Muñoz (Ind-COM) Paloma Tapia (PC) | Nino Baltolu (UDI) Diego Bulnes (Ind-EVO) Diego Paco (Ind-RN) Enrique Lee (Ind-PRI) | Marcelo Zara (PRCh) Karla Kepec (PRCh) Fidel Arenas (Ind-PRCh) | Juan Tancara (Ind-PH) Delia Condori (Ind-PH) | | | Rayko Karmelic Camila Aguilar Gonzalo Campusano Benedicta Rodríguez                                                                            | |                                                                          | Camilo Jofré Valentina Albarracín                                                                              | Fabián Aburto                              |                             |
| 2[d](3)                                                               | Marco Pérez (Ind-PPD) Danisa Astudillo (PS) Eva Portales (PDC) | Matías Ramírez (PC) Alejandra Ceballos (Com) Enzo Morales (Ind-FRVS) Camila Castillo (RD) | Renzo Trisotti (UDI) Erica Paniagua (Ind-PRI) Karen Heyne (Ind-EVO) Ramón Galleguillos(RN) | Leonardo Solari (PRCh) Carlos Arellano (PRCh) Minerva Campodónico (PRCh) Cynthia Broudissond (Ind-PRCh) | Carolina González (PH) Luis García (PH) | | | Carlos Mella Mario Rojas Denisse Gallegos | |                                                                          | | Janet Órdenes                              |                             |
| 3[d](5)                                                               | Claudia Ardiles (PR) Celie Araya (Ind-Ciu) Arturo Molina (PDC) Sebastián Videla (Ind-PL) Jaime Araya (Ind-PPD) Paula Nievas (PS)                                                                                  | Catalina Pérez (RD) Vianney Sierralta (Ind-RD) Jacqueline Ávila (FRVS) Fernando San Román (Ind-FRVS) María Angélica Ojeda (PC) Pablo Iriarte (PC)                                                                        | José Miguel Castro (RN) Ledy Osandón (Ind-RN) Rossana Díaz (UDI) Luis Garrido (UDI) Yantiel Calderón (EVO) Sacha Razmilic (EVO)                                                                                         | Marcela Ruz (PRCh) Vittorio Valdés (PRCh) Rita Hojas (PRCh) Rosse-Mary Rand (PRCh) Macarena Pizarro (Ind-PRCh) Rogelia Contreras (Ind-PRCh)                                                                                           | Yesebel Castillo (PI) Sergio Cubillos (Ind-PI) Nayarit Arteaga (Ind-PI) Pedro Luque (PH) Eliana Rojas (PH) | | Zarina Guaman (CU) Mariela Quispe (CU) Osvaldo Sotgiu (Ind-CU) Felipe Araya (Ind-CU) Javier Oliva (Ind-CU) Francisco Gallardo (Ind-CU)                                                                 | Yovana Ahumada Nargaret Cristi César Rojas Yerko Cortés Omar Reese                                                                             | | Janett Guerra                                                            | Lester Calderón Karla Peralta Daniel Vargas Nathaly Flores Néstor Vera Daniela Avilés                          | Juan Basterrechea Elia Romero Hugo Morales |                             |
| 4[d](5)                                                               | Daniella Cicardini (PS) Juan Santana (PS) Cristian Tapia (Ind-PPD) César González (PR) Gabriela Mancilla (PDC) | Jaime Mulet (FRVS) Luis Marcos (FRVS) Lautaro Carmona (PC) Makarena Arias (PC) Inti Salamanca (Com) Nathalie Mery (Com)                                                                                                  | Sofía Cid (RN) Raúl Ardiles (RN) Manuel Corrales (PRI) Carolina González (Ind-PRI) Carla Guaita (Ind-UDI) Nicolás Noman (UDI)                                                                                           | Juan Fritis (PRCh) Dalva Cepeda Jonathan Gómez (PRCh) Enrique Almeida (PRCh) Gonzalo Tamblay (Ind-PRCh) Fresia Sepúlveda | Luis Acuña (PI) Mariana Piñones (Ind-PI) Mauricio Ríos (Ind-PI) Yenifer Carrasco (PH) Odel Soto (PH) | | | Paula Olmos Nilsa Guzmán Cristian Custa Álex Farías Jean Pierre Varas                                                                          | Pamela Vargas Rodrigo Pérez Marta Frez Joel Moya Jacqueline Quintana                                                  |                                                                          | |                                            | Sebastián Carmona           |
| 5[d](7)                                                               | Ricardo Cifuentes (PDC) Pablo Yáñez (PDC) Clara Olivares (PS) Daniel Manouchehri (PS) Gabriela Calderón (Ind-PR) Alonso Muñoz (Ind-PR) Rodrigo Bravo (Ind-PPD) María Paz Rojas (Ind-PPD)                          | Nathalie Castillo (PC) Carolina Tello (PC) Felipe Cárcamo (CS) Claudia Ávalos (Ind-CS) Álex Garrido (Com) Jocelyn Burgos (Com) Juan Carlos Thenoux (Ind-FRVS) Ricardo Ledezma (Ind-FRVS)                                 | Juan Manuel Fuenzalida (UDI) Marco Sulantay (UDI) Andrea Guzmán (Ind-UDI) Víctor Hugo Castañeda (Ind-UDI) Vinka Pusich (RN) Francisco Eguiguren (RN) Gonzalo Chacón (RN) Eugenio Darrigrande (Ind-RN)                   | Andrés Guerra (PRCh) Myriam Benítez (PRCh) Erika Puga (PRCh) Ronald Brandt (Ind-PRCh) David Wellman (Ind-PRCh) Christian Aguirre (Ind-PRCh)                                                                                           | Susana López (Ind-PH) Gonzalo García-Huidobro (PH) Pilar Núñez (PI) Juan Tirado (Ind-PI) Susana Ponce (Ind-PI) Cristian Monreal (Ind-PI) Francisco Jaime (Ind-PI)                                                      | | María Loreto Retamal (CU) Alejandra Muñoz (Ind-CU) Beatrice Onfray (CU) Máximo Lemus (Ind-CU) Cristopher Suazo (Ind-CU) René Romero (Ind-CU) Fanny Keyer (Ind-CU)                                      | Víctor Pino Ingrid Marín Marjorie Araya Carolina Downey                                                                                        | Tirso González Claudia Valenzuela Daniel Leiva Carolina Martínez Bridit Ulloa                                         | Tamara Casado                                                            | |                                            |                             |
| 6[d](8)                                                               | Daniel Verdessi (PDC) Priscila Corsi (PDC) Carolina Marzán (PPD) Jorge López (PPD) Luciano Valle (PS) Nelson Venegas (PS) Francisca Aránguiz (Ind-PL) Berta de la Fuente (PR) Marcelo Merino (PR)                 | Diego Ibáñez (CS) María Francisca Bello (CS) Sofía González (PC) Cristián Luna (Ind-PC) Matías Gazmuri (Com) Francisca Ogalde (FRVS) Lorena Donaire (RD) Carlos Lazaeta (RD)                                             | Luis Pardo (RN) Camila Flores (RN) Andrés Longton (RN) María Violeta Silva (Ind-RN) Benjamín Lorca (Ind-UDI) María Ester Munnier (UDI) Luis Cantellano (UDI) Raúl Fuhrer (UDI) Tomás Hoffman (UDI)                      | Chiara Barchiesi (PRCh) Dan Hormachea (PRCh) Susan Escobar (PRCh) Gabriel Beltrami (PRCh) Irene Ljubetic (Ind-PRCh) Manuel López (PRCh) Nubia Vivanco (Ind-PRCh) Gustavo Bertelsen (Ind-PRCh) Pedro Valenzuela (Ind-PRCh)             | Ricardo Georges (PH) Ana Gallardo (PH) Claudio Galarce (PH) Andrea Araya (Ind-PH) Yazmín Lorca (Ind-PI) Víctor Ibacache (Ind-PI) Leo Tulleres (Ind-PI) Claudio Poblete (Ind-PI)                                        | Luis Aravena Carolina Cabello Christopher Olivares Verónica Sotomayor Roberto Manzano Edith Estay Christopher Vergara Gisella Cortés Francisco Arias | Diana Madariaga (CU) Ealeen Fox (CU) Maximiliano Arrepol (CU) Pedro Leal (CU) Marcos Navarrete (CU) Juan Guillermo Díaz (Ind-CU) Orlando Segovia (Ind-CU)                                              | Gaspar Rivas Katherine Alarcón Daniela Villarroel Claudio Rivas Ricardo Brito Gabriela Álvarez Mauricio Oyarce Manuel Catalán Macarena Becker  | |                                                                          | Ewald Meyer |                                            |                             |
| 7[d](8)                                                               | Susana Calderón (PS) Tomás de Rementería (Ind-PS) Pedro Huichalaf (PPD) Juan Pablo Alarcón (PPD) Paz Anastasiadis (PDC) Esteban Vega (PDC) Tomás Lagomarsino (Ind-PR) Leslie Sánchez (Ind-PL) Ramón Kong (Ind-PL) | Jorge Brito (RD) Mabel Zúñiga (Ind-RD) Camila Rojas (COM) Constanza Valdés (COM) Paula Arriagada (Ind-FRVS) Luis Cuello (PC) Óscar Aroca (PC) Pablo Donoso (Ind-CS) Romina Maragaño (CS)                                 | Andrés Celis (RN) Evelyn Mansilla (RN) Carmen Ibáñez (RN) María de los Ángeles de la Paz (EVO) Tarek Giacaman (EVO) Hotuiti Teao (Ind-EVO) María Angélica Silva (UDI) Jorge Castro (UDI) Juan Pablo Rodríguez (Ind-UDI) | Luis Sánchez (PRCh) Francisco Clavel (PRCh) María Paulina Mayo (PRCh) Leslie Thornton (PRCh) Jorge Parra (PRCh) María Soledad Hurtado (PRCh) Paul Sfeir (PRCh) Jaime Perry (Ind-PRCh) Bárbara Pavez (Ind-PRCh)                        | Frederick Soto (PI) Claudio Sepúlveda (PI) Jessica García (Ind-PI) Andrea Estay(Ind-PI) Carla Allendes(Ind-PI) Janyn Araneda (PH) Alejandro Escobar (Ind-PH) Marco Brauchy (Ind-PI)                                    | Jorge Estay Ignacia Abarzúa Eduardo Salgado Beatriz Olivares Iván Arteaga Clarisa Ríos Raúl Román Marcia Tapia Pablo Recabal                         | Vanessa Ferrer (Ind-CU) Gabriel Ramos (CU) Luis Soto (CU) Nicolás Arancibia (CU) | Rodrigo Vattuone Jorge Passadore Juan Valenzuela Bárbara Vera Delia Pardo Fabiola Maturana Adolfo Estrada Marcela Torrecilla Esteban Astudillo | |                                                                          | Antonio Páez Natali Hinojosa Lyam Riveros Catherine Fuentes Gustavo Burgos Denis Barría                        |                                            |                             |
| 8[d](8)                                                               | Carlos Flores (PR) Alberto Undurraga (PDC) Claudia Acevedo (PDC) Pablo Vidal (Ind-PL) Cynthia Vivallo (PL) Erto Pantoja (Ind-PPD) Manuel Ibarra (Ind-PPD) Angélica Cid (PS) Mónica Sánchez (Ind-PS)               | Claudia Mix (COM) Eduardo Acuña (COM) Libertad Méndez (COM) Carmen Hertz (PC) Florencia Lagos (Ind-PC) Juan Pablo Ciudad (PC) Rocío Faúndez (RD) Julio Salas (Ind-RD) Víctor Orellana (FRVS)                             | Joaquín Lavín (UDI) Cristián Labbé (UDI) Catalina Olavarría (UDI) Angélica Flores (EVO) Frank Almendares (Ind-EVO) Diego Bravo (Ind-EVO) Camilo Morán (RN) Alejandra Sepúlveda (RN) Christian Pino (Ind-RN)             | Agustín Romero (PRCh) Luz Espinal (PRCh) Gabriela Gallardo (PRCh) Cecilia Collao (PRCh) Claudio Rojas (Ind-PRCh) Jean Pierre Bonvallet (Ind-PRCh) Drazen Maskusovic (Ind-PRCh) Juan Carlos Gómez (Ind-PRCh) Eduardo Toledo (Ind-PRCh) | Camila Cáceres (PH) Ignacio Allende (Ind-PH) Leandro Cortez (Ind-PH) María Teresa Álvarez (Ind-PH) Noelia Segovia (PI) Lissette Ponce (Ind-PI) Jessica Rupayan (Ind-PI) Manuel Muñoz (Ind-PI) Luis Santibañez (Ind-PI) | Roxana Miranda Johanna Ortega Danilo Ramírez Mario Fajardo Marisol Llanos Macarena Parra Javier Sanhueza                                             | Sebastián Abarca (CU) Natalia Leiva (CU) | Rubén Oyarzo Lucy Muñoz Víctor Antil Bárbara González Cristóbal Matamala Orlando Machefert Leyla Jara Germán Delgado Roxana Jara               | Viviana Delgado Rodrigo Muñoz Cristina Femenias Wilson Gutiérrez Bárbara Araniba Alejandro Arévalo Patricio Vivanco   | Alejandra Navarrete Mauricio Santander Sebastián Duarte Berta Montecinos | Javiera Márquez Gabriel Muñoz Beatriz Bravo Sebastián Avilés                                                   |                                            | César Leiva                 |
| 9[d](7)                                                               | Natalia Castillo (Ind-PL) Margarita Guerrero (Ind-PL) Millarai Abelleira (Ind-PPD) Álvaro Erazo (PS) Érika Montecinos (Ind-PS) Rodrigo Albornoz (PDC) Marcela Canales (PDC)                                       | Karol Cariola (PC) Boris Barrera (PC) Maite Orsini (RD) Andrés Giordano (Ind-RD) Juan Pablo Sanhueza (COM) Varinia Díaz (Ind-Com) Rodrigo Mallea (CS) Carlos Muñoz (Ind-CS)                                              | Jorge Acosta (Ind-UDI) Magdalena Vergara (Ind-UDI) Dino Cavaletto (UDI) Jorge Durán (RN) Erika Olivera (Ind-RN) Eddy Roldán (Ind-RN) Paola Walker (Ind-PRI) César Castillo (Ind-PRI)                                    | José Meza (PRCh) María Verónica Welkner (PRCh) Ángel Jadue (PRCh) Margarita Garrido (Ind-PRCh) Francisco Valencia (Ind-PRCh) Maritza Venegas (Ind-PRCh) Macarena Kinast (Ind-PRCh) Daniel Bustos (Ind-PRCh)                           | Pablo Maltés (PH) Cristian Inostroza (PH) Alfonso Barril (Ind-PH) Héctor Anabalón (Ind-PH) Jessica Cayupi (Ind-PI) Ariel Encina (Ind-PI) Óscar Silva (Ind-PI) Christian Camus (Ind-PI)                                 | Alejandro Ovalle Josefa Jiménez Jesús Gómez Ana María Arias Isidro Constanzo Ana María Molina                                                        | Carlos Castro (Ind-CU) | Patricio Romo María Fernanda Olguín Engel Zúñiga César Suay Victoria Soto Rodrigo Moreno                                                       | Andrés Sepúlveda Elizabeth Ñanco Robinson Piñeda Viviana Montecinos Eladio Rojas                                      | Daniel Ibáñez Evelyn Farías Ignacio Bustos                               | Jonathan Ríos Luna Peñaloza Viviana González                                                                   |                                            |                             |
| 10[d](8)                                                              | Gabriela Carrera (PS) Cristian Aránguiz (PS) Claudio Arriagada (Ind-PL) María José Cumplido (PL) Jacqueline Saintard (PDC) Rosa Valenzuela (PDC) Miriam Señoret (PR) Yolanda Pizarro (PPD) Helia Molina (PPD)     | Gonzalo Winter (CS) Lorena Fries (Ind-CS) Emilia Schneider (Com) René Naranjo (Ind-Com) Maidy Velásquez (FRVS) Manuel Ahumada (PC) Alejandra Placencia (PC) Ramón Griffero (RD) Nicole Martínez (RD)                     | Jorge Alessandri (UDI) Carlos Cisterna (Ind-UDI) Pablo Kast (EVO) Héctor Rodríguez (EVO) Savka Pollak (Ind-EVO) Sebastián Torrealba (RN) Alan Roldán (Ind-RN) María Luisa Cordero (Ind-RN)                              | Johannes Káiser (PRCh) María Pía Marinovic (PRCh) Carolina Gárate (PRCh) Sonja del Río (PRCh) Ricardo Delgado (PRCh) Camilo Cammás (PRCh) Carlos Traub (PRCh) José Vallejo (Ind-PRCh) Leslie Miranda (Ind-PRCh)                       | Helmut Kramer (PH) Paulina Bravo (PH) Alfredo Bruna (PH) Isabel Cayul (Ind-PH) Marcela González (Ind-PI) Roberto Campos (Ind-PI) Sebastián Milos (Ind-PI) Juan Plaza (Ind-PI) José Osorio (Ind-PI)                     | Gaspar Ortiz Nancy Nicul Rodrigo Maureira Tatiana Marín Tomás Jiménez María Angélica Cornejo                                                         | Alejandra Herrera (CU) Ricardo García-Huidobro (CU) Lisit Fernández (CU) Paola Bernales (CU) Gonzalo Carrasco (Ind-CU) Rodrigo Cabezas (CU)                                                            | Áxel González Daniela Moscoso Jannier Gilberto Mario Sadovnik Silvia Pereira Héctor Montecinos Cristian Sepúlveda Jennifer Isla Jorge Rojas    | Karla Pinto Giovanka Luengo Fernando Neira José Madariaga Norman Romo                                                 | Oriele Núñez Andrea Duarte Raúl Villavicencio Luis Castro                | Claudia Tassara Dauno Tótoro Yamila Martínez Yuri Peña Alejandra Decap Elías Muñoz María Victoria Torres       |                                            |                             |
| Dist.                                                                 | Nuevo Pacto Social | Apruebo Dignidad | Chile Podemos Más | Frente Social Cristiano | Dignidad Ahora | UPA | Independientes Unidos | PDG | PEV | PRO                                                                      | PTR | NT                                         | Independientes              |
| 11[d](6)                                                              | Ignacia Gómez (CIU) Darko Peric (CIU) Nicolás Preuss (PDC) Irene Espinoza (Ind-PDC) Liliana Muñoz (PL) Abraham Cohen (Ind-PPD) Graciela Díaz (Ind-PPD)                                                            | Tomás Hirsch (Ind-COM) Marcela Cubillos (Ind-COM) Miguel Concha (RD) Daniela Lavarello (RD) Grace Schmidt (CS) Cristóbal Rodríguez (Ind-CS) Esteban Chávez (Ind-PC)                                                      | Guillermo Ramírez (UDI) Francisca Valdés (Ind-UDI) Gonzalo Fuenzalida (RN) Catalina del Real (RN) Karin Luck (RN) Luz Poblete (EVO) Francisco Undurraga (EVO)                                                           | Christel Felmer (PRCh) Gonzalo de la Carrera (PRCh) Cristián Araya (PRCh) Martín Carvajal (PRCh) Christian Slater (Ind-PRCh) Gabriel Domínguez (Ind-PRCh) Pilar Ginesta (Ind-PRCh)                                                    | Catalina Valenzuela (PH) Nelson Peña (PH) Susana Córdova (PH) René Acuña (Ind-PH) Fernando Martínez (PI) Alicia Cariqueo (PI) Jacqueline Cozza (Ind-PI)                                                                | | Matías Rosence (CU) Claudia Torres (Ind-CU) María Loreto Allue (Ind-CU) | Elizabeth Rodríguez David Elgueta Heerman Vargas Lorena Llamín Ángel Rozas Yerko Sepúlveda                                                     | Javier Wilden | Harlen Probst Hugo Álvarez                                               | |                                            |                             |
| 12[d](7)                                                              | Camilo Bastías (CIU) Valeska Concha (CIU) Jaime Coloma (Ind-PL) Flor Aleñir (PR) Carola Naranjo (Ind-PDC) Paz Suárez (PPD) Rodrigo Angulo (PS) Romanina Morales (PS)                                              | Miguel Crispi (RD) Daniela Serrano (PC) Amaro Labra (PC) Fernando Monsalve (PC) Ana María Gazmuri (Ind-COM) Alexander Salin (CS) Camila Arenas (CS)                                                                      | Ximena Ossandón (RN) Claudia Faúndez (RN) Luis Tapia (RN) Hilda Pino (Ind-EVO) Álvaro Carter (Ind-UDI) Eulogia Lavín (UDI) Camila Medina (Ind-UDI) Francia Muñoz (UDI)                                                  | Patricio Muñoz (PRCh) Gabriel Gatica (PRCh) Marcela Díaz de Valdés (PRCh) Francisca Rodríguez (PRCh) Catalina Chappuzeau (PRCh) Maximiliano Murath (Ind-PRCh) Catherine Cebulj (Ind-PRCh) Macarena Fernández                          | Pamela Jiles (PH) Bárbara Bustos (PH) Hernán Palma (PH) Mónica Arce (Ind-PH) Matías Toledo (PI) Franchesca Hernández (PI) Camila Cartes (Ind-PI) Ricardo Inalef (Ind-PI)                                               | Sara Miranda César Retamal Juana Lincolao Luis Arriaza Paula Cea Alejandro Jeldres Jorge Palma                                                       | Carmina Farah (CU) Claus Handwerck (CU) María José Torres (CU) | Alejandra Jara Sebastián González Pablo Soto Leslie Leiva Jaime Retamales Gloria Herrera Sergio Palma                                          | Rocío Miranda Allyson Richasse Rebeca Tala Ximena Salinas Monserrat Candia Rubén Rosales Ronald Vargas                | Luis Jiménez                                                             | Joseffe Cáceres Camila Meza Johanna Pacheco María Isabel Martínez Rodrigo López Matías Morales Julio Hernández |                                            |                             |
| 13[d](5)                                                              | Camila Bruna (PPD) Nicolás Freire (Ind-PL) Carolina Flores (Ind-Ciu) Daniel Melo (PS) Lorenzo Bascuñán (PDC) | Gael Yeomans (CS) Jaime Fuentes (CS) Antonio Saavedra (Ind-COM) Luis Lobos (PC) Lorena Pizarro (PC) Pilar Farfán (FRVS)                                                                                                  | Cristhian Moreira (UDI) Luis Silva (Ind-UDI) Fabiola Rodríguez (UDI) Eduardo Durán (RN) Cristóbal Saavedra (RN) Susana Hiplan (RN)                                                                                      | | Verónica Molina (PI) Julio Oliva (Ind-PI) Miguel Villanueva (Ind-PI) Nicolás Martínez (Ind-PI) Leonel Jaramillo (PH) Juan Baeza (Ind-PH)                                                                               | Josué Ormazábal Churi Meira María Cofré | María Elena Balcázar (CU) | Frank Grobier Jeannette Medel Ricardo Alegría Daniela Riquelme Tamara Ramírez Carlos Valenzuela                                                | Irma Pérez Walter Muñoz Mariana Sandoval Daniel Sánchez Marcelo Olivares Facundo Miro                                 | Jaime Galaz                                                              | Valeria Yáñez Kevin Bustamante Suely Arancibia Cristóbal Espinoza Anita Jaramillo Álvaro Pérez                 |                                            |                             |
| 14[d](6)                                                              | Raúl Leiva (PS) Leonardo Soto (PS) Camila Briceño (PDC) Ronald Pérez (Ind-PDC) Claudia Acevedo (Ind-PR) Juan Pablo Rivera (PR)                                                                                    | Marisela Santibáñez (PC) Camila Musante (Ind-COM) Alondra Arellano (CS) Alena Gutiérrez (CS) Marcela Sandoval (RD) Luis Henríquez (Ind-RD)                                                                               | Juan Antonio Coloma (UDI) Sofía Rengifo (Ind-UDI) Myrtha Gárate (Ind-UDI) Nataly Finlez (Ind-UDI) Tomás Fuentes (RN) Alejandra Novoa (RN) Henry Boys (Ind-RN)                                                           | Juan Irarrázaval (PRCh) Cristóbal Orrego (PRCh) Andrea Íñiguez (PRCh) Tabita Silva (PRCh) Pamela Cordero (Ind-PRCh) Hugo Vallejos (Ind-PRCh) Patricio Hasbún (Ind-PRCh)                                                               | Francisco Valdés (PI) Josefa Faúndez (Ind-PI) Elizabeth Rojas (Ind-PI) Carolina Santis (Ind-PI) Juan Villavicencio (PH) Javier González (PH) Eduardo Alvarado (Ind-PH)                                                 | | Shirley Leiva (CU) Felipe Corvalán (Ind-CU) Dynko Kother (CU) | Gonzalo Ward Leticia Zúñiga Felipe Castillo María Trinidad Araya Juan Mena Sandra Martínez Ricardo Núñez                                       | Patricio Rubio Andrés Bocaz Eduardo García                                                                            | Marcia Millaqueo                                                         | |                                            |                             |
| 15[d](5)                                                              | Natalia Sánchez (PS) Felipe Letelier (Ind-PS) Carlos Ortega (Ind-PR) Mario Ogaz (PDC) Marta González (Ind-PPD) Raúl Soto (PPD)                                                                                    | Hugo Boza (FRVS) Roberto Villagra (Ind-FRVS) Marcela Riquelme (Ind-CS) Patricia Torrealba (Ind-CS) Raisa Martínez (PC) Yerko Scheihing (Ind-COM)                                                                         | Diego Schalper (RN) Johanna Olivares (RN) Ivonne Mangelsdorff (RN) José Urrutia (UDI) Natalia Romero (Ind-UDI) Juan Masferrer (UDI)                                                                                     | Ignacio Vidal (PRCh) Pablo Sánchez (PRCh) Fuad Hamed (Ind-PRCh) Álex Brucher (Ind-PRCh) Francisca Prieto (Ind-PRCh) | | Vicente Rojas | Mercedes Escalona (CU) | Fabricio Venegas Alejandra Carreño Cristopher Ahumada Lindsey Pavez Eduardo Gálvez                                                             | Jorge Bustos Carolina Fernández Carlos Miranda                                                                        | Francisco Baeza                                                          | |                                            |                             |
| 16[d](4)                                                              | Cosme Mellado (PR) Carolina Cucumides (Ind-PS) Bernardo Cornejo (PDC) María José Díaz (Ind-PPD) | Félix Bugueño (FRVS) Ximena Maril (FRVS) Rodrigo Córdova (PC) Iancu Cordescu (Ind-PC) Paola Villegas (Ind-COM) | Carla Morales (RN) Juan Valdivieso (Ind-RN) Eduardo Cornejo (UDI) Julio Ibarra (Ind-UDI) María Ignacia Castro (UDI) | Matías del Real (PRCh) Fabiola Torres (PRCh) Alejandro Rogers (PRCh) Mauricio Ramírez (Ind-PRCh) Valeria Arancibia (Ind-PRCh) | | Gonzalo Rubio | Matías Sánchez (Ind-CU) Hugo Arias (CU) Andrea Flores (CU) | José Carvallo Catalina Díaz | | Mauricio Vidal                                                           | |                                            | Yasna Zavalla               |
| 17[d](7)                                                              | Gerardo Muñoz (PDC) María Elena Villagrán (PDC) Alexis Sepúlveda (PR) Angélica Velásquez (Ind-PR) Claudio Reyes (Ind-Ciu) Mauricio Aguilera (Ciu) Boris Durán (PS) Carlos Soto (PS)                               | Ana Muñoz (FRVS) Alejandra Molina (FRVS) Romy Bernal (Ind-FRVS) Mercedes Bulnes (Ind-RD) Felipe Valdés (RD) Claudia Vásquez (RD) Ana Retamal (PC) Jenny Ibarra (PC)                                                      | Jorge Guzmán (EVO) Pablo Verdugo (Ind-EVO) Felipe Donoso (UDI) María Paz Muñoz (UDI) Felipe Valdovinos (UDI) Hugo Rey (RN) Yazna Barrera (Ind-RN) Pablo Prieto (Ind-RN)                                                 | Benjamín Moreno (PRCh) María Francisca Valenzuela (PRCh) Juan Carlos Vidaurrazaga (PRCh) Alejandra Apablaza (PRCh) Rossana García (Ind-PRCh) Elías Vistoso (Ind-PRCh) Roxana Cea (Ind-PRCh) Jorge Cabezas (PRCh)                      | Paola Espinosa (Ind-PH) Carlos Díaz (PH) Víctor Miranda (PH) Pamela Henríquez (Ind-PH) Álvaro Salas (Ind-PI) Andrea Barrios (Ind-PI) Carlos Grez (Ind-PI)                                                              | | Francisco Pulgar (Ind-CU) Carlos Vega (Ind-CU) Natalia Nahuelman (Ind-CU) Javier Alvarado (CU) | Nicolás Aguilera Madison Miranda Pedro Herrera Viviana Rodríguez Abraham Ortiz                                                                 | |                                                                          | |                                            |                             |
| 18[d](4)                                                              | Jonathan Norambuena (PDC) Claudia Aravena (Ind-PDC) Jaime Naranjo (PS) Felipe Barnachea (PS) María Soledad Villalón (Ind-PR)                                                                                      | Consuelo Veloso (RD) Francisco Pinochet (RD) Priscila González (PC) Rodrigo Bravo (PC) Rigoberto Valdivia (Ind-FRVS) | Rolando Rentería (UDI) Gustavo Benavente (UDI) María Angélica Cancino (EVO) John Sancho (RN) Paula Labra (Ind-RN) | Rosa Catrileo (PRCh) Nelson Álvarez (PRCh) Mery Águila (PRCh) | Iván Apablaza (PI) Bárbara Cubillos (PH) Juan Pablo Espinosa (PH) | | Carla Manterola (CU) Jorge Muñoz (Ind-CU) Francisco Pérez (Ind-CU) | Jorge Rojas | | Andrea Morales                                                           | |                                            | Paula Nuche Felipe González |
| 19[d](5)                                                              | Cristian Ortiz (PR) Carlos Parra (PR) Felipe Camaño (Ind-PDC) Silvana Neira (PDC) Patricia Rubio (PPD) Paulo de la Fuente (PPD)                                                                                   | Susana Yáñez (Ind-RD) Jonathan Chandía (Ind-RD) Evelyn Montalba (Ind-PC) María Victoria Negrete (Ind-PC) | Cristóbal Martínez (UDI) Marta Bravo (UDI) Nataly de la Hoz (EVO) Angélica Cuevas (RN) Carolina Chávez (RN) Frank Sauerbaum (RN)                                                                                        | Sara Concha (PCC) Rodrigo Castro (PCC) Jocelyn Goretti (PCC) Freddy Blanc (PRCh) Lilian Dinamarca (PRCh) | María Consuelo Villaseñor (Ind-PH) Luis Orellana (Ind-PI) | | | Christian Astudillo Alexis Ormeño Claudia Tapia Daniel Godoy                                                                                   | Julio Becerra Patricio Palma Graciela Huenuman Ruddy Figueroa Francisco Gutiérrez                                     | Boris Martínez                                                           | |                                            |                             |
| 20[d](8)                                                              | Hugo Cautivo (PS) Patricio Fierro (PS) Leocán Portus (Ind-PPD) Natalia Araya (PR) Camila Polizzi (Ind-PR) Aldo Mardones (PDC) Eric Aedo (PDC)                                                                     | Susana Herrera (Ind-FRVS) Mario González (Ind-FRVS) Sindy Salazar (Ind-CS) Aníbal Navarrete (Ind-CS) María Candelaria Acevedo (PC) Eduardo Barra (PC) Pablo Blaset (PC) Felipe Rodríguez (RD) Alexandra Machuca (Ind-RD) | Sergio Bobadilla (UDI) Marlene Pérez (Ind-UDI) Paz Charpentier (Ind-UDI) Francesca Muñoz (RN) Leonidas Romero (RN) Claudio Etchevers (RN) Francesca Parodi (EVO) Marco Loyola (Ind-EVO) Cristian Puentes (Ind-EVO)      | | Mauricio Concha (PI) Viviana González (Ind-PI) Carolina Monsalves (Ind-PI) Pamela Hidalgo (Ind-PI) Carlos Contreras (Ind-PI) Iván Valeria (Ind-PH) Rubén Marcos (PH) Paola Laporte (Ind-PH)                            | Gastón Flores Natascha Gotschlich Héctor Poblete Rosa Arias Ivanna Bustamante                                                                        | Juan Pablo Moya (CU) María Alejandra Jara (CU) Macarena Arias (Ind-CU) Jonnathan Remaggi (CU) Carla González (CU) Patricio Toledo (CU) Jaime Fica (CU) Edilia Estuardo (Ind-CU) Margarita Sánchez (CU) | Roberto Arroyo Verónica Núñez Walter Wojciechowski Paola Cofré Andrés Carrera Rosalet Constanzo Eugenio Silva Josefa Bonilla Mauricio Burgos   | Félix González Elizabeth Mujica Brian Rivas Sofía Durán Domingo Torres Loreto Bustos Cristhian Lagos María José Leiva |                                                                          | |                                            |                             |
| Dist.                                                                 | Nuevo Pacto Social | Apruebo Dignidad | Chile Podemos Más | Frente Social Cristiano | Dignidad Ahora | UPA | Independientes Unidos | PDG | PEV | PRO                                                                      | PTR | NT                                         | Independientes              |
| 21[d](5)                                                              | Joanna Pérez (PDC) Juan de Dios Parra (PS) Paula Acuña (PR) Rodrigo Daroch (PPD) Anwar Farrán (Ind-PL) | Clara Sagardia (Ind-CS) Cristian Ramírez (Ind-CS) Álvaro Sánchez (PC) Ricardo Gierke (PC) Nadine Sepúlveda (FRVS) Hernán Cortes (FRVS)                                                                                   | Javiera Hormazábal (Ind-EVO) Manuel Ríos (Ind-RN) Jean-Paul Sierra (RN) Tamara Rogers (Ind-UDI) Flor Weisse (UDI) | Esteban Barahona (PCC) Robinson Lizama (PCC) Brígida Beroiza (PCC) Jorge Sepúlveda (PCC) Cristóbal Urruticoechea (PRCh) María Solange Etchepare (Ind-PRCh)                                                                            | | Marcos Paz | | Nelson Cares Karen Medina Cristian Astorga Cecilia González Álex Vega                                                                          | Joaquín Saldivia Reinaldo Rozas Pedro Valenzuela Francisco Santana                                                    |                                                                          | |                                            |                             |
| 22[d](4)                                                              | Andrea Parra (PPD) Manuel Painiqueo (PPD) Liliana Maulén (PS) Jorge Saffirio (PDC) Renato Hauri (PDC) | Gabriela España (Ind-RD) Mauricio Lepin (Ind-RD) Marcela Gutiérrez (Ind-FRVS) Gerson Cayuqueo (FRVS) Nicolás Pino (PC)                                                                                                   | Jorge Rathgeb (RN) Juan Carlos Beltrán (RN) María Soledad Castillo (RN) Pablo Herdener (UDI) Karin Mella (UDI) | Estrella Meza (PCC) Patricio Pichún (PCC) Patrick Casanova (PRCh) Gloria Naveillán (PRCh) Enrique Estay (Ind-PRCh) | Evaristo Curical (PH) Ivonne Martínez (PH) Ingrid Conejeros (Ind-PH) José Millalén (Ind-PI) | | Daniela González (CU) | Silvana Cárcamo María Cristobalina Sepúlveda Guido Díaz                                                                                        | Luis Fuentes | Dorian Godoy                                                             | |                                            |                             |
| 23[d](7)                                                              | Hilario Huirilef (PPD) Paola Mondaca (PPD) Minerva Castañeda (PS) Marcelo García (PDC) Andrés Jouannet (Ind-PR) Waleska Morales (Ind-PR) Jaime Aravena (Ind-PR)                                                   | Ericka Ñanco (RD) Verónica López-Videla (Ind-RD) Luis Catrileo (PC) Pablo Tapia (Ind-PC) Elena Varela (Ind-PC) Onésima Riquelme (Ind-FRVS) Arnoldo Ñanculef (Ind-FRVS) Héctor Cumilaf (Ind-FRVS)                         | Andres Molina (EVO) Sebastián Álvarez (EVO) Llacolén Millaquir (Ind-EVO) Miguel Mellado (RN) Pablo Astete (RN) Miguel Becker (RN) Henry Leal (UDI) Claudia Lillo (Ind-UDI)                                              | Karen Cona (Ind-PCC) Tamara Avendaño (PCC) Danilo Caroca (Ind-PCC) Antonio Stuardo (Ind-PCC) Nicolás Araneda (Ind-PCC) César Vargas (PRCh) Stephan Schubert (Ind-PRCh) Mauricio Ojeda (Ind-PRCh)                                      | Aucán Huilcamán (Ind-PI) Luz Alca (Ind-PI) Andrea Quijón (PH) Luis Levi (Ind-PH) Alejandra Aillapán (Ind-PH) Miguel Cortés (Ind-PH)                                                                                    | | Miguel Arteaga (PNC) José Olave (PNC) Carolina Olate (PNC) Omar Ortiz (PNC) Luis Casado (Ind-PNC) Ademar Muñoz (CU) Cristian Muñoz (Ind-CU)                                                            | Pablo Díaz Roberto Moncada Yolanda Pedreros César Levio                                                                                        | Lorena Jara Edgardo Lovera Mónica Castro Iván Rojas Constanza González Héctor Santos                                  | Marco Lobos                                                              | Camila Delgado                                                                                                 |                                            |                             |
| 24[d](5)                                                              | Marcos Ilabaca (PS) Ana María Bravo (PS) Carlos Amtmann (PDC) Marcela Suárez (PDC) Daniela Asenjo (Ind-PPD) Oriana Paredes (Ind-PPD)                                                                              | Ninoska Gallardo (CS) Patricio Rosas (Ind-CS) Paola Nahuelhual (PC) Ángel Delgado (Ind-PC) Sandra Cheuquepán (RD) Vanessa Huaiquimilla (Ind-RD)                                                                          | Gastón von Mühlenbrock (UDI) María Paz Lagos (UDI) Hugo Ortiz (PRI) Waleska Fehrman (PRI) Soledad Cuesta (Ind-RN) Bernardo Berger (Ind-RN)                                                                              | Leandro Kunstmann (PRCh) Jorge de la Maza (Ind-PRCh) Catherine Pacheco (Ind-PRCh) Claudia Latorre (Ind-PRCh) Manuel Oliva (Ind-PRCh) Mario Hormazábal (Ind-PRCh)                                                                      | Luz Soto (PH) Víctor Barra (PH) María Angélica Alvear (PH) Pablo Cabrera (PH) Teresa Almonacid (PH) Margarita Morales (Ind-PH)                                                                                         | | | Tabina Manque Emma Cifuentes Diego Baeza Felipe Aranda José Barría                                                                             | |                                                                          | |                                            |                             |
| 25[d](4)                                                              | Emilia Nuyado (PS) Claudia Pailalef (PS) Rosemberg Hernández (PR) Karla Benavides (PDC) Héctor Barría (PDC) | Daniela Carvacho (RD) German Cartes (RD) Néstor Abarzua (Ind-CS) Angélica Gallegos (PC) Danitza Ortiz (PC) | Ingrid Schettino (RN) Evelyn Zottelle (RN) Carlos Oyarzún (UDI) Daniel Lilayu (UDI) Soraya Said (UDI) | Marisol Bañares (PRCh) Pamela Bongain (PRCh) Harry Jürgensen (Ind-PRCh) Sebastián Cristi (Ind-PRCh) Natacha Rivas (Ind-PRCh) | | | Jorge García (PNC) Alberto López (CU) Gerardo del Lago (Ind-CU) | Claudio del Río Enrique Parra Abigail Cárcamo María Paz Gómez                                                                                  | Héctor Ojeda |                                                                          | |                                            |                             |
| 26[d](5)                                                              | Alejandro Bernales (PL) Carolina Cárcamo (PDC) Guillermo Roa (PPD) Alban Mancilla (PS) Héctor Ulloa (Ind-Ciu) | Jaime Sáez (RD) Mariela Núñez (Ind-RD) Eduardo Ocampo (PC) Francisca Gómez (PC) María Cristina Bustos (Ind-Com) Francisco Chávez (Ind-CS)                                                                                | Daniel Cárdenas (Ind-RN) Mauro González (RN) José Aburto (RN) Marcos Emilfork (Ind-UDI) Fernando Bórquez (Ind-UDI) Andrés Santana (UDI)                                                                                 | Iván Bustamante (PRCh) Daniel Prieto (PRCh) Jairo Quinteros (Ind-PRCh) David Zambrano (Ind-PRCh) Arturo Grandón (Ind-PRCh) Verónica Becerra (Ind-PRCh)                                                                                | | | Josefa Belmar (PNC) Dámaris Jara (Ind-PNC) Elisa Triviño (PNC) Orlando Castillo (Ind-CU) María Noelia Muñoz (Ind-CU)                                                                                   | Ximena Uribe Javier Olavarría Nataly Oyarzo Vanessa Barría                                                                                     | Alfonso Belmar Carol Varas Ariel Marchioni Ingrid Jara Marisol Parancán                                               |                                                                          | |                                            | Arturo Sánchez              |
| 27[d](3)                                                              | Miguel Ángel Calisto (PDC) Rodrigo Saldivia (PS) Karina Acevedo (PR) René Alinco (Ind-PPD) | Juan Catalán (PC) Isabel Garrido (PC) Julio Ñanco (RD) Marianela Molina (RD) | Jaime Briceño (Ind-PRI) Marcia Raphael (RN) Eugenio Canales (Ind-EVO) Alejandra Valdebenito (UDI) | Valeria Villegas (PRCh) | | | | Juan Cárdenas Nathali Roa Américo Aedo Karin Contreras                                                                                         | |                                                                          | |                                            | Hansy Chávez                |
| 28[d](3)                                                              | Jaime Jelincic (PR) Constanza Vargas (PDC) Christian Gallardo (PS) Vanja Rogosich (PS) | Javiera Morales (CS) Doris Sandoval (Ind-CS) Nikos Ortega (PC) Luis Burgos (Ind-PC) | César Cifuentes (Ind-PRI) Paola Yáñez (Ind-PRI) Liz Casanueva (UDI) Christian Matheson (Ind-EVO) | David Paillán (PCC) Javiera Calvo (PCC) David Romo (PCC) Maximiliano Cárcamo (PRCh) | Nieves Rain (PH) Luis Legaza (Ind-PH) | | | Katia Trujillo Jesús Torres Patricia Vivar José Olivares                                                                                       | |                                                                          | |                                            | Carlos Bianchi              |
| Nota: Entre paréntesis, el número de diputados a elegir por distrito. | | | | | | | | | |                                                                          | |                                            |                             |

## Campaña

### Franja televisiva
La franja electoral comienza a ser emitida por las canales de televisión desde el 22 de octubre, y los tiempos destinados a cada partido o candidatura fueron acordados por el Consejo Nacional de Televisión, quedando distribuidos de la siguiente forma:
| Lista / partido                              | Tiempo (min/seg/cuadros) |
| -------------------------------------------- | ------------------------ |
| Chile Podemos Más                            | 8:01:29                  |
| Renovación Nacional                          | 3:39:24                  |
| Unión Demócrata Independiente                | 3:17:07                  |
| Evolución Política                           | 0:52:16                  |
| Partido Regionalista Independiente Demócrata | 0:12:12                  |
| Nuevo Pacto Social                           | 6:23:20                  |
| Partido Socialista                           | 2:00:14                  |
| Partido Demócrata Cristiano                  | 2:06:27                  |
| Partido por la Democracia                    | 1:15:10                  |
| Partido Radical                              | 0:44:17                  |
| Partido Liberal                              | 0:09:18                  |
| Ciudadanos                                   | 0:06:24                  |
| Apruebo Dignidad                             | 2:45:07                  |
| Revolución Democrática                       | 1:10:18                  |
| Partido Comunista                            | 0:56:18                  |
| Federación Regionalista Verde Social         | 0:19:14                  |
| Comunes                                      | 0:17:29                  |
| Convergencia Social                          | 0:00:18                  |
| Dignidad Ahora                               | 1:18:24                  |
| Partido Humanista                            | 0:52:06                  |
| Partido Igualdad                             | 0:26:18                  |
| Frente Social Cristiano                      | 0:01:06                  |
| Partido Republicano                          | 0:00:18                  |
| Partido Conservador Cristiano                | 0:00:18                  |
| Independientes Unidos                        | 0:01:06                  |
| Centro Unido                                 | 0:00:18                  |
| Partido Nacional Ciudadano                   | 0:00:18                  |
| Partido Progresista                          | 0:48:06                  |
| Partido Ecologista Verde                     | 0:26:14                  |
| Unión Patriótica                             | 0:10:15                  |
| Partido de Trabajadores Revolucionarios      | 0:00:29                  |
| Nuevo Tiempo                                 | 0:00:18                  |
| Partido de la Gente                          | 0:00:18                  |
| Candidatos independientes                    | 0:00:18                  |
| Nota: 1 segundo equivale a 30 cuadros.       |                          |

En el caso de las candidaturas independientes fuera de pacto, el tiempo total (18 cuadros) debía repartirse de manera equitativa entre los 10 postulantes bajo dicha modalidad, quedando cada uno con 1,8 cuadros (aproximadamente 0,1 segundos) para emitir en la franja electoral; de este modo, la propaganda emitida por cada candidato sería una de las más breves emitidas en la historia de dicho espacio; El candidato a diputado César Leiva anunció que postuló su espacio de propaganda al récord Guinness como la propaganda política más corta del mundo.

## Resultados
Anexo: Resultados de las elecciones parlamentarias de Chile de 2021

### Cámara de Diputadas y Diputados
| AA                                                     | Chile Podemos +                         |                             | 1 609 482 | 25,43 % | 53 | –19 |
|                                                        | Renovación Nacional                     | RN                          | 693 474   | 10,96 % | 25 | –11 |
| Unión Demócrata Independiente                          | UDI                                     | 671 502                     | 10,61 %   | 23      | –7 |     |
| Evolución Política                                     | EVO                                     | 221 284                     | 3,50 %    | 4       | –2 |     |
| Partido Regionalista Independiente Demócrata           | PRI                                     | 23 222                      | 0,37 %    | 1       | +1 |     |
| AB                                                     | Partido de la Gente                     | PDG                         | 534 881   | 8,45 %  | 6  | +6  |
| AE                                                     | Partido de Trabajadores Revolucionarios | PTR                         | 51 075    | 0,81 %  | 0  | ±0  |
| AH                                                     | Nuevo Pacto Social                      |                             | 1 085 978 | 17,16 % | 37 | –7  |
|                                                        | Partido Socialista                      | PS                          | 343 437   | 5,43 %  | 13 | –6  |
| Partido Demócrata Cristiano                            | PDC                                     | 264 985                     | 4,19 %    | 8       | –5 |     |
| Partido por la Democracia                              | PPD                                     | 242 927                     | 3,84 %    | 7       | –1 |     |
| Partido Radical                                        | PR                                      | 111 117                     | 1,76 %    | 4       | –4 |     |
| Partido Liberal                                        | PL                                      | 96 010                      | 1,52 %    | 4       | +2 |     |
| Ciudadanos                                             | CIU                                     | 27 502                      | 0,43 %    | 1       | +1 |     |
| AL                                                     | Partido Ecologista Verde                | PEV                         | 305 443   | 4,83 %  | 2  | +1  |
| AM                                                     | Unión Patriótica                        | UPA                         | 56 506    | 0,89 %  | 0  | ±0  |
| AN                                                     | Dignidad Ahora                          |                             | 322 915   | 5,10 %  | 3  | –3  |
|                                                        | Partido Humanista                       | PH                          | 195 409   | 3,09 %  | 3  | –2  |
| Partido Igualdad                                       | IGUAL                                   | 127 506                     | 2,01 %    | 0       | –1 |     |
| AP                                                     | Frente Social Cristiano                 |                             | 707 286   | 11,18 % | 15 | +15 |
|                                                        | Partido Republicano                     | PRCh                        | 666 726   | 10,54 % | 14 | +14 |
| Partido Conservador Cristiano                          | PCC                                     | 40 560                      | 0,64 %    | 1       | +1 |     |
| AR                                                     | Apruebo Dignidad                        |                             | 1 325 232 | 20,94 % | 37 | +10 |
|                                                        | Partido Comunista                       | PCCh                        | 464 885   | 7,35 %  | 12 | +4  |
| Convergencia Social                                    | CS                                      | 287 190                     | 4,54 %    | 9       | +9 |     |
| Revolución Democrática                                 | RD                                      | 257 854                     | 4,07 %    | 8       | –2 |     |
| Comunes                                                | COM                                     | 207 607                     | 3,28 %    | 6       | +6 |     |
| Federación Regionalista Verde Social                   | FRVS                                    | 107 696                     | 1,70 %    | 2       | –2 |     |
| AT                                                     | Nuevo Tiempo                            | NT                          | 4420      | 0,07 %  | 0  | ±0  |
| AW                                                     | Independientes Unidos                   |                             | 187 396   | 2,96 %  | 1  | +1  |
|                                                        | Centro Unido                            | CU                          | 177 105   | 2,80 %  | 1  | +1  |
| Partido Nacional Ciudadano                             | PNC                                     | 10 291                      | 0,16 %    | 0       | ±0 |     |
| AY                                                     | Partido Progresista                     | PRO                         | 46 422    | 0,73 %  | 0  | –1  |
|                                                        | Independientes fuera de pacto           | IND                         | 90 960    | 1,44 %  | 1  | +1  |
| Total de votos válidos                                 | Total de votos válidos                  | Total de votos válidos      | 6 327 996 |         |    |     |
| Votos nulos                                            | Votos nulos                             | Votos nulos                 | 339 470   |         |    |     |
| Votos en blanco                                        | Votos en blanco                         | Votos en blanco             | 404 762   |         |    |     |
| Total de sufragios emitidos                            | Total de sufragios emitidos             | Total de sufragios emitidos | 7 072 228 | 100 %   |    |     |
| Resultados al 99,98 % de las mesas escrutadas (Servel) |                                         |                             |           |         |    |     |

#### Resultados por regiones
| Región        | ChP+               | ChP+ | AD   | AD  | NPS  | NPS  | FSC  | FSC  | PDG  | PDG  | DA  | DA  | PEV  | PEV | IU  | IU | Ind. | Ind. | T   |   |
| Región        | %                  | E    | %    | E   | %    | E    | %    | E    | %    | E    | %   | E   | %    | E   | %   | E  | %    | E    | T   |   |
| ------------- | ------------------ | ---- | ---- | --- | ---- | ---- | ---- | ---- | ---- | ---- | --- | --- | ---- | --- | --- | -- | ---- | ---- | --- | - |
| Región        | Arica y Parinacota | 23.4 | 1    | 9.0 | −    | 35.6 | 2    | 15.0 | −    | 12.2 | −   | 2.3 | −    |     |     |    |      |      |     | 3 |
| Tarapacá      | 23.7               | 1    | 26.5 | 1   | 15.9 | 1    | 14.8 | –    | 15.7 | –    | 1.9 | −   |      |     |     |    |      |      | 3   |   |
| Antofagasta   | 18.4               | 1    | 19.8 | 1   | 20.5 | 2    | 7.2  | −    | 18.5 | 1    | 3.1 | −   |      |     | 5.2 | −  |      |      | 5   |   |
| Atacama       | 15.2               | 1    | 20.4 | 1   | 38.3 | 3    | 5.7  | −    | 9.2  | −    | 2.7 | −   | 4.1  | −   |     |    | 4.4  | −    | 5   |   |
| Coquimbo      | 23.2               | 2    | 20.9 | 2   | 20.1 | 2    | 7.7  | −    | 12.1 | 1    | 4.2 | −   | 5.5  | −   | 4.5 | −  |      |      | 7   |   |
| Valparaíso    | 23.2               | 4    | 23.7 | 5   | 19.7 | 4    | 12.3 | 2    | 10.2 | 1    | 3.5 | −   |      |     | 3.7 | −  |      |      | 16  |   |
| Metropolitana | 23.9               | 14   | 27.1 | 17  | 10.1 | 5    | 11.4 | 6    | 6.2  | 1    | 7.4 | 3   | 6.6  | 1   | 2.7 | −  |      |      | 47  |   |
| O'Higgins     | 27.0               | 4    | 16.8 | 2   | 32.5 | 3    | 7.0  | −    | 7.4  | −    |     |     | 2.9  | −   | 1.8 | −  | 2.5  | −    | 9   |   |
| Maule         | 29.6               | 5    | 14.2 | 2   | 18.8 | 2    | 12.0 | 1    | 7.3  | −    | 5.7 | −   |      |     | 9.7 | 1  | 2.3  | −    | 11  |   |
| Ñuble         | 38.8               | 3    | 7.6  | −   | 18.5 | 1    | 10.1 | 1    | 9.3  | −    | 7.4 | −   | 6.6  | −   |     |    |      |      | 5   |   |
| Biobío        | 29.8               | 5    | 13.2 | 2   | 18.1 | 2    | 7.9  | 1    | 12.5 | 2    | 2.6 | −   | 11.4 | 1   | 2.4 | −  |      |      | 13  |   |
| La Araucanía  | 35.0               | 5    | 9.7  | 1   | 14.8 | 2    | 17.7 | 3    | 6.6  | −    | 7.7 | −   | 4.1  | −   | 2.9 | −  |      |      | 11  |   |
| Los Ríos      | 26.0               | 2    | 17.9 | 1   | 33.1 | 2    | 12.5 | −    | 8.2  | −    | 2.3 | −   |      |     |     |    |      |      | 5   |   |
| Los Lagos     | 22.9               | 3    | 13.0 | 1   | 29.0 | 4    | 15.7 | 1    | 9.2  | −    |     |     | 5.7  | −   | 2.0 | −  | 2.6  | −    | 9   |   |
| Aysén         | 28.6               | 1    | 15.0 | −   | 47.7 | 2    |      |      | 4.9  | −    |     |     |      |     |     |    | 3.9  | −    | 3   |   |
| Magallanes    | 16.2               | 1    | 13.5 | 1   | 9.4  | −    | 9.2  | −    | 5.5  | −    | 5.6 | −   |      |     |     |    | 40.4 | 1    | 3   |   |
| Total         | 25.4               | 53   | 20.9 | 37  | 17.2 | 37   | 11.2 | 15   | 8.5  | 6    | 5.1 | 3   | 4.8  | 2   | 3.0 | 1  | 1.4  | 1    | 155 |   |

#### Listado de diputados 2022-2026
| Dist. | Diputado                                 | Coalición | Partido  | Votos  | %       |
| ----- | ---------------------------------------- | --------- | -------- | ------ | ------- |
| 1[d]  | Vlado Mirosevic Verdugo                  | NPS       | PL       | 16 819 | 20,91 % |
| 1[d]  | Luis Malla Valenzuela                    | NPS       | PL       | 2699   | 3,36 %  |
| 1[d]  | Enrique Lee Flores                       | ChP+      | Ind-PRI  | 7321   | 9,10 %  |
| 2[d]  | Renzo Trisotti Martínez                  | ChP+      | UDI      | 11 079 | 11,07 % |
| 2[d]  | Matías Ramírez Pascal                    | AD        | PCCh     | 9861   | 9,86 %  |
| 2[d]  | Danisa Astudillo Peiretti                | NPS       | PS       | 7565   | 7,56 %  |
| 3[d]  | Catalina Pérez Salinas                   | AD        | RD       | 13 197 | 7,24 %  |
| 3[d]  | Sebastián Videla Castillo                | NPS       | Ind-PL   | 12 238 | 6,72 %  |
| 3[d]  | Jaime Araya Guerrero                     | NPS       | Ind-PPD  | 11 603 | 6,37 %  |
| 3[d]  | Yovana Ahumada Palma                     | PDG       | PDG      | 11 851 | 6,51 %  |
| 3[d]  | José Miguel Castro Bascuñán              | ChP+      | RN       | 8654   | 4,75 %  |
| 4[d]  | Daniella Cicardini Milla                 | NPS       | PS       | 16 149 | 16,35 % |
| 4[d]  | Juan Santana Castillo                    | NPS       | PS       | 13 445 | 13,61 % |
| 4[d]  | Cristian Tapia Ramos                     | NPS       | Ind-PPD  | 6291   | 6,37 %  |
| 4[d]  | Jaime Mulet Martínez                     | AD        | FRVS     | 8069   | 8,17 %  |
| 4[d]  | Sofía Cid Versalovic                     | ChP+      | RN       | 5041   | 6,68 %  |
| 5[d]  | Marco Sulantay Olivares                  | ChP+      | UDI      | 18 293 | 11,77 % |
| 5[d]  | Juán Manuel Fuenzalida Cobo              | ChP+      | UDI      | 9312   | 3,93 %  |
| 5[d]  | Nathalie Castillo Rojas                  | AD        | PCCh     | 12 297 | 5,19 %  |
| 5[d]  | Carolina Tello Rojas                     | AD        | PCCh     | 12 228 | 5,16 %  |
| 5[d]  | Daniel Manouchehri-Moghadam-Kasham Lobos | NPS       | PS       | 12 268 | 5,18 %  |
| 5[d]  | Ricardo Cifuentes Lillo                  | NPS       | PDC      | 11 433 | 4,83 %  |
| 5[d]  | Víctor Pino Fuentes                      | PDG       | PDG      | 9260   | 3,91 %  |
| 6[d]  | Diego Ibáñez Cotroneo                    | AD        | CS       | 34 419 | 9,69 %  |
| 6[d]  | María Francisca Bello Campos             | AD        | CS       | 8757   | 2,47 %  |
| 6[d]  | Carolina Marzán Pinto                    | NPS       | PPD      | 33 429 | 9,41 %  |
| 6[d]  | Nelson Venegas Salazar                   | NPS       | PS       | 25 325 | 7,13 %  |
| 6[d]  | Andrés Longton Herrera                   | ChP+      | RN       | 29 163 | 7,13 %  |
| 6[d]  | Camila Flores Oporto                     | ChP+      | RN       | 16 461 | 4,61 %  |
| 6[d]  | Chiara Barchiesi Chávez                  | FSC       | PRCh     | 24 520 | 6,91 %  |
| 6[d]  | Gaspar Rivas Sánchez                     | PDG       | PDG      | 14 846 | 4,18 %  |
| 7[d]  | Tomás Lagomarsino Guzmán                 | NPS       | Ind-PR   | 26 349 | 7,38 %  |
| 7[d]  | Tomás De Rementería Venegas              | NPS       | Ind-PS   | 5820   | 1,63 %  |
| 7[d]  | Jorge Brito Hasbún                       | AD        | RD       | 23 548 | 6,60 %  |
| 7[d]  | Camila Rojas Valderrama                  | AD        | COM      | 17 761 | 4,61 %  |
| 7[d]  | Luis Cuello Peña y Lillo                 | AD        | PCCh     | 13 305 | 3,73 %  |
| 7[d]  | Andrés Celis Montt                       | ChP+      | RN       | 19 101 | 5,32 %  |
| 7[d]  | Hotuiti Teao Drago                       | ChP+      | Ind-EVO  | 16 061 | 4,50 %  |
| 7[d]  | Luis Sánchez Ossa                        | FSC       | PRCh     | 16 347 | 4,58 %  |
| 8[d]  | Carmen Hertz Cádiz                       | AD        | PCCh     | 48 806 | 10,38 % |
| 8[d]  | Claudia Mix Jiménez                      | AD        | COM      | 24 261 | 5,16 %  |
| 8[d]  | Joaquín Lavín León                       | ChP+      | UDI      | 33 111 | 7,04 %  |
| 8[d]  | Cristián Labbé Martínez                  | ChP+      | UDI      | 11 795 | 2,51 %  |
| 8[d]  | Agustín Romero Leiva                     | FSC       | PRCh     | 17 112 | 3,46 %  |
| 8[d]  | Viviana Delgado Riquelme                 | PEV       | PEV      | 20 036 | 4,26 %  |
| 8[d]  | Alberto Undurraga Vicuña                 | NPS       | PDC      | 17 086 | 3,63 %  |
| 8[d]  | Rubén Oyarzo Figueroa                    | PDG       | PDG      | 6943   | 1,48 %  |
| 9[d]  | Karol Cariola Oliva                      | AD        | PCCh     | 78 719 | 23,60 % |
| 9[d]  | Boris Barrera Moreno                     | AD        | PCCh     | 7763   | 2,33 %  |
| 9[d]  | Maite Orsini Pascal                      | AD        | RD       | 19 040 | 5,71 %  |
| 9[d]  | Andrés Giordano Salazar                  | AD        | Ind-RD   | 2842   | 0,85 %  |
| 9[d]  | Jorge Durán Espinoza                     | ChP+      | RN       | 21 794 | 6,53 %  |
| 9[d]  | Érika Olivera De la Fuente               | ChP+      | Ind-RN   | 13 803 | 4,14 %  |
| 9[d]  | José Carlos Meza Pereira                 | FSC       | PRCh     | 14 737 | 4,42 %  |
| 10[d] | Gonzalo Winter Etcheberry                | AD        | CS       | 66 590 | 14,58 % |
| 10[d] | Lorena Fries Monleón                     | AD        | Ind-CS   | 11 545 | 2,53 %  |
| 10[d] | Emilia Schneider Videla                  | AD        | COM      | 26 130 | 5,72 %  |
| 10[d] | Alejandra Placencia Cabello              | AD        | PCCh     | 17 970 | 3,93 %  |
| 10[d] | Jorge Alessandri Vergara                 | ChP+      | UDI      | 49 419 | 10,82 % |
| 10[d] | María Luisa Cordero Velásquez            | ChP+      | IND-RN   | 20 498 | 4,49 %  |
| 10[d] | Johannes Kaiser Barents-Von Hohenhagen   | FSC       | PRCh     | 26 610 | 5,82 %  |
| 10[d] | Helia Molina Milman                      | NPS       | PPD      | 18 907 | 4,14 %  |
| 11[d] | Gonzalo de la Carrera Correa             | FSC       | PRCh     | 46 032 | 11,15 % |
| 11[d] | Cristián Araya Lerdo de Tejada           | FSC       | PRCh     | 16 734 | 4,05 %  |
| 11[d] | Francisco Undurraga Gazitúa              | ChP+      | EVO      | 43 372 | 10,50 % |
| 11[d] | Guillermo Ramírez Diez                   | ChP+      | UDI      | 40 321 | 9,76 %  |
| 11[d] | Catalina del Real Mihovilovic            | ChP+      | RN       | 28 300 | 6,85 %  |
| 11[d] | Tomás Hirsch Goldschmidt                 | AD        | Ind-COM  | 28 501 | 6,90 %  |
| 12[d] | Pamela Jiles Moreno                      | DA        | PH       | 77 136 | 19,66 % |
| 12[d] | Hernán Palma Pérez                       | DA        | PH       | 948    | 0,24 %  |
| 12[d] | Mónica Arce Castro                       | DA        | IND-PH   | 1046   | 0,27 %  |
| 12[d] | Ximena Ossandón Irarrázabal              | ChP+      | RN       | 41 010 | 10,45 % |
| 12[d] | Álvaro Carter Fernández                  | ChP+      | Ind-UDI  | 30 764 | 7,84 %  |
| 12[d] | Ana María Gazmuri Vieira                 | AD        | Ind-COM  | 28 401 | 7,24 %  |
| 12[d] | Daniela Serrano Salazar                  | AD        | PCCh     | 14 727 | 3,75 %  |
| 13[d] | Gael Yeomans Araya                       | AD        | CS       | 31 405 | 13,11 % |
| 13[d] | Lorena Pizarro Sierra                    | AD        | PCCh     | 20 788 | 8,68 %  |
| 13[d] | Cristhian Moreira Barros                 | ChP+      | UDI      | 16 571 | 6,92 %  |
| 13[d] | Eduardo Durán Salinas                    | ChP+      | RN       | 14 559 | 6,08 %  |
| 13[d] | Daniel Melo Contreras                    | NPS       | PS       | 12 076 | 5,04 %  |
| 14[d] | Marisela Santibáñez Novoa                | AD        | PCCh     | 55 755 | 17,72 % |
| 14[d] | Camila Musante Müller                    | AD        | Ind-COM  | 12 335 | 3,79 %  |
| 14[d] | Raúl Leiva Carvajal                      | NPS       | PS       | 40 850 | 12,54 % |
| 14[d] | Leonardo Soto Ferrada                    | NPS       | PS       | 20 791 | 6,38 %  |
| 14[d] | Juan Antonio Coloma Álamos               | ChP+      | UDI      | 34 767 | 10,67 % |
| 14[d] | Juan Irarrázaval Rossel                  | FSC       | PRCh     | 13 223 | 4,06 %  |
| 15[d] | Raúl Soto Mardones                       | NPS       | PPD      | 55 072 | 27,76 % |
| 15[d] | Marta González Olea                      | NPS       | Ind-PPD  | 1968   | 0,99 %  |
| 15[d] | Diego Schalper Sepúlveda                 | ChP+      | RN       | 17 091 | 8,61 %  |
| 15[d] | Natalia Romero Talguia                   | ChP+      | Ind-UDI  | 10 327 | 5,20 %  |
| 15[d] | Marcela Riquelme Aliaga                  | AD        | Ind-CS   | 11 493 | 5,79 %  |
| 16[d] | Carla Morales Maldonado                  | ChP+      | RN       | 16 044 | 11,38 % |
| 16[d] | Eduardo Cornejo Lagos                    | ChP+      | UDI      | 10 862 | 8,01 %  |
| 16[d] | Cosme Mellado Pino                       | NPS       | PR       | 13 469 | 9,93 %  |
| 16[d] | Félix Bugueño Sotelo                     | AD        | FRVS     | 9035   | 6,66 %  |
| 17[d] | Hugo Rey Martínez                        | ChP+      | RN       | 17 694 | 7,32 %  |
| 17[d] | Jorge Guzmán Zepeda                      | ChP+      | EVO      | 12 648 | 5,25 %  |
| 17[d] | Felipe Donoso Castro                     | ChP+      | UDI      | 11 761 | 4,87 %  |
| 17[d] | Alexis Sepúlveda Soto                    | NPS       | PR       | 14 027 | 5,81 %  |
| 17[d] | Benjamín Moreno Bascur                   | FSC       | PRCh     | 16 705 | 6,91 %  |
| 17[d] | Mercedes Bulnes Núñez                    | AD        | Ind-RD   | 8418   | 3,48 %  |
| 17[d] | Francisco Pulgar Castillo                | IU        | Ind-CU   | 23 049 | 9,54 %  |
| 18[d] | Paula Labra Besserer                     | ChP+      | Ind-RN   | 13 037 | 11,06 % |
| 18[d] | Gustavo Benavente Vergara                | ChP+      | UDI      | 8089   | 6,86 %  |
| 18[d] | Jaime Naranjo Ortíz                      | NPS       | PS       | 15 015 | 12,73 % |
| 18[d] | Consuelo Veloso Ávila                    | AD        | RD       | 8913   | 7,56 %  |
| 19[d] | Cristóbal Martínez Ramírez               | ChP+      | UDI      | 29 941 | 17,79 % |
| 19[d] | Marta Bravo Salinas                      | ChP+      | UDI      | 11 260 | 6,69 %  |
| 19[d] | Frank Sauberbaum Muñoz                   | ChP+      | RN       | 15 560 | 9,24 %  |
| 19[d] | Felipe Camaño Cárdenas                   | NPS       | Ind-PDC  | 8102   | 4,81 %  |
| 19[d] | Sara Concha Smith                        | FSC       | PCC      | 5298   | 3,15 %  |
| 20[d] | Francesca Muñoz González                 | ChP+      | RN       | 32 061 | 9,25 %  |
| 20[d] | Leonidas Romero Sáez                     | ChP+      | RN       | 11 777 | 3,40 %  |
| 20[d] | Sergio Bobadilla Muñoz                   | ChP+      | UDI      | 23 732 | 6,84 %  |
| 20[d] | Marlene Pérez Cartes                     | ChP+      | Ind-UDI  | 18 490 | 5,33 %  |
| 20[d] | Eric Aedo Jeldres                        | NPS       | PDC      | 10 706 | 3,09 %  |
| 20[d] | Félix González Gatica                    | PEV       | PEV      | 30 088 | 8,68 %  |
| 20[d] | María Candelaria Acevedo Sáez            | AD        | PCCh     | 7002   | 2,02 %  |
| 20[d] | Roberto Arroyo Muñoz                     | PDG       | PDG      | 9465   | 2,73 %  |
| 21[d] | Joanna Pérez Olea                        | NPS       | PDC      | 19 465 | 9,92 %  |
| 21[d] | Cristóbal Urruticoechea Ríos             | FSC       | PRCh     | 22 772 | 11,61 % |
| 21[d] | Flor Weisse Novoa                        | ChP+      | UDI      | 21 759 | 11,09 % |
| 21[d] | Karen Medina Vásquez                     | PDG       | PDG      | 10 056 | 5,13 %  |
| 21[d] | Clara Sagardía Cabezas                   | AD        | Ind-CS   | 8996   | 4,59 %  |
| 22[d] | Jorge Rathgeb Schifferli                 | ChP+      | RN       | 20 451 | 18,99 % |
| 22[d] | Juan Carlos Beltrán Silva                | ChP+      | RN       | 10 730 | 9,96 %  |
| 22[d] | Jorge Saffirio Espinoza                  | NPS       | PDC      | 5892   | 5,47 %  |
| 22[d] | Gloria Naveillán Arriagada               | FSC       | PRCh     | 6252   | 5,81 %  |
| 23[d] | Henry Leal Bizama                        | ChP+      | UDI      | 17 913 | 7,43 %  |
| 23[d] | Miguel Becker Alvear                     | ChP+      | RN       | 16 328 | 6,78 %  |
| 23[d] | Miguel Mellado Suazo                     | ChP+      | RN       | 14 160 | 5,88 %  |
| 23[d] | Mauricio Ojeda Rebolledo                 | FSC       | Ind-PRCh | 14 906 | 6,37 %  |
| 23[d] | Stephan Schubert Rubio                   | FSC       | Ind-PRCh | 12 773 | 5,30 %  |
| 23[d] | Andrés Jouannet Valderrama               | NPS       | Ind-PR   | 8050   | 3,34 %  |
| 23[d] | Ericka Ñanco Vásquez                     | AD        | RD       | 9704   | 4,03 %  |
| 24[d] | Marcos Ilabaca Cerda                     | NPS       | PS       | 35 469 | 24,67 % |
| 24[d] | Ana María Bravo Castro                   | NPS       | PS       | 1856   | 1,29 %  |
| 24[d] | Gastón Von Mühlenbrock Zamora            | ChP+      | UDI      | 13 270 | 9,23 %  |
| 24[d] | Bernardo Berger Fett                     | ChP+      | Ind-RN   | 11 107 | 7,72 %  |
| 24[d] | Patricio Rosas Barrientos                | AD        | Ind-CS   | 6602   | 4,59 %  |
| 25[d] | Emilia Nuyado Ancapichún                 | NPS       | PS       | 15 958 | 11,60 % |
| 25[d] | Héctor Barría Angulo                     | NPS       | PDC      | 12 986 | 9,44 %  |
| 25[d] | Daniel Lilayu Vivanco                    | ChP+      | UDI      | 8974   | 6,52 %  |
| 25[d] | Harry Jürgensen Rundshagen               | FSC       | Ind-PRCh | 22 539 | 16,38 % |
| 26[d] | Alejandro Bernales Maldonado             | NPS       | PL       | 9155   | 6,16 %  |
| 26[d] | Héctor Ulloa Aguilera                    | NPS       | Ind-CIU  | 9107   | 6,12 %  |
| 26[d] | Mauro González Villarroel                | ChP+      | RN       | 9545   | 6,42 %  |
| 26[d] | Fernando Bórquez Montencinos             | ChP+      | Ind-UDI  | 7670   | 5,16 %  |
| 26[d] | Jaime Sáez Quiroz                        | AD        | RD       | 4768   | 3,21 %  |
| 27[d] | Miguel Ángel Calisto Águila              | NPS       | PDC      | 9738   | 25,72 % |
| 27[d] | René Alinco Bustos                       | NPS       | Ind-PPD  | 4798   | 12,67 % |
| 27[d] | Marcia Raphael Mora                      | ChP+      | RN       | 3890   | 10,28 % |
| 28[d] | Carlos Bianchi Chelech                   | IND       | Ind      | 26 297 | 40,45 % |
| 28[d] | Christian Matheson Villán                | ChP+      | Ind-EVO  | 7212   | 11,09 % |
| 28[d] | Javiera Morales Alvarado                 | AD        | Ind-CS   | 4543   | 6,99 %  |

### Senado
| Pacto o partido                                        | Pacto o partido                         | Sigla                       | Votos     | %       | Sen. | ± Sen. |
| ------------------------------------------------------ | --------------------------------------- | --------------------------- | --------- | ------- | ---- | ------ |
| AA                                                     | Chile Podemos +                         |                             | 1 297 436 | 27,85 % | 12   | +5     |
|                                                        | Renovación Nacional                     | RN                          | 549 436   | 11,80 % | 5    | +3     |
| Unión Demócrata Independiente                          | UDI                                     | 354 833                     | 7,62 %    | 5       | ±0   |        |
| Evolución Política                                     | EVO                                     | 367 891                     | 7,90 %    | 2       | +2   |        |
| Partido Regionalista Independiente Demócrata           | PRI                                     | 25 276                      | 0,54 %    | 0       | ±0   |        |
| AB                                                     | Partido de la Gente                     | PDG                         | 378 424   | 8,12 %  | 0    | ±0     |
| AE                                                     | Partido de Trabajadores Revolucionarios | PTR                         | 4800      | 0,10 %  | 0    | ±0     |
| AH                                                     | Nuevo Pacto Social                      |                             | 726 144   | 15,59 % | 8    | –1     |
|                                                        | Partido Socialista                      | PS                          | 313 869   | 6,74 %  | 4    | ±0     |
| Partido Demócrata Cristiano                            | PDC                                     | 214 198                     | 4,60 %    | 2       | ±0   |        |
| Partido por la Democracia                              | PPD                                     | 111 967                     | 2,40 %    | 2       | –1   |        |
| Partido Radical                                        | PR                                      | 58 081                      | 1,25 %    | 0       | ±0   |        |
| Partido Liberal                                        | PL                                      | 28 029                      | 0,60 %    | 0       | ±0   |        |
| AL                                                     | Partido Ecologista Verde                | PEV                         | 198 804   | 4,27 %  | 0    | ±0     |
| AM                                                     | Unión Patriótica                        | UPA                         | 41 275    | 0,89 %  | 0    | ±0     |
| AN                                                     | Dignidad Ahora                          |                             | 98 636    | 2,12 %  | 0    | ±0     |
|                                                        | Partido Humanista                       | PH                          | 15 966    | 0,34 %  | 0    | ±0     |
| Partido Igualdad                                       | IGUAL                                   | 82 670                      | 1,77 %    | 0       | ±0   |        |
| AP                                                     | Frente Social Cristiano                 |                             | 401 636   | 8,62 %  | 1    | +1     |
|                                                        | Partido Republicano                     | PRCh                        | 336 323   | 7,22 %  | 1    | +1     |
| Partido Conservador Cristiano                          | PCC                                     | 65 313                      | 1,40 %    | 0       | ±0   |        |
| AR                                                     | Apruebo Dignidad                        |                             | 912 087   | 19,58 % | 4    | +4     |
|                                                        | Partido Comunista                       | PCCh                        | 335 673   | 7,21 %  | 2    | +2     |
| Federación Regionalista Verde Social                   | FRVS                                    | 188 290                     | 4,04 %    | 2       | +2   |        |
| Comunes                                                | COM                                     | 172 119                     | 3,69 %    | 0       | ±0   |        |
| Revolución Democrática                                 | RD                                      | 156 512                     | 3,36 %    | 0       | ±0   |        |
| Convergencia Social                                    | CS                                      | 59 493                      | 1,28 %    | 0       | ±0   |        |
| AW                                                     | Independientes Unidos                   |                             | 165 703   | 3,56 %  | 0    | ±0     |
|                                                        | Centro Unido                            | CU                          | 158 416   | 3,40 %  | 0    | ±0     |
| Partido Nacional Ciudadano                             | PNC                                     | 7287                        | 0,16 %    | 0       | ±0   |        |
|                                                        | Independientes fuera de pacto           | IND                         | 433 242   | 0,73 %  | 2    | +1     |
| Total de votos válidos                                 | Total de votos válidos                  | Total de votos válidos      | 6 327 996 |         |      |        |
| Votos nulos                                            | Votos nulos                             | Votos nulos                 | 339 470   |         |      |        |
| Votos en blanco                                        | Votos en blanco                         | Votos en blanco             | 404 762   |         |      |        |
| Total de sufragios emitidos                            | Total de sufragios emitidos             | Total de sufragios emitidos | 7 072 228 | 100 %   |      |        |
| Resultados al 99,99 % de las mesas escrutadas (Servel) |                                         |                             |           |         |      |        |

##### Resultados por regiones
| Región        | ChP+        | ChP+ | AD   | AD   | NPS  | NPS  | FSC  | FSC | Ind. | Ind. |   |
| Región        | %           | E    | %    | E    | %    | E    | %    | E   | %    | E    |   |
| ------------- | ----------- | ---- | ---- | ---- | ---- | ---- | ---- | --- | ---- | ---- | - |
| Región        | Antofagasta | 22.0 | 1    | 27.9 | 1    | 22.8 | 1    |     |      | 5.5  | − |
| Coquimbo      | 27.2        | 1    | 33.6 | 1    | 18.5 | 1    |      |     |      |      |   |
| Metropolitana | 26.7        | 2    | 18.8 | 1    | 7.7  | –    | 12.7 | 1   | 15.1 | 1    |   |
| O'Higgins     | 27.4        | 1    | 41.1 | 1    | 21.4 | 1    |      |     |      |      |   |
| Ñuble         | 32.2        | 1    | 7.0  | −    | 43.4 | 1    |      |     |      |      |   |
| Biobío        | 27.6        | 2    | 13.0 | −    | 21.3 | 1    | 11.9 | −   |      |      |   |
| Los Ríos      | 35.7        | 1    | 9.2  | −    | 44.7 | 2    |      |     |      |      |   |
| Los Lagos     | 36.5        | 2    | 11.2 | −    | 33.1 | 1    |      |     |      |      |   |
| Magallanes    | 28.7        | 1    | 12.5 | −    | 4.0  | −    |      |     | 48.0 | 1    |   |
| Total         | 27.9        | 12   | 19.6 | 4    | 15.6 | 8    | 8.6  | 1   | 9.3  | 2    |   |

#### Listado de senadores 2022-2030
En cursiva los senadores elegidos en las elecciones parlamentarias de 2017 por el período 2018-2026.
| I[c]    | José Miguel Insulza Salinas      | NPS  | PS      |         |         |  |  |  |
| I[c]    | José Durana Semir                | ChP+ | UDI     |         |         |  |  |  |
| II[c]   | Jorge Soria Quiroga              | NPS  | Ind-PPD |         |         |  |  |  |
| II[c]   | Luz Ebensperger Orrego           | ChP+ | UDI     |         |         |  |  |  |
| III[c]  | Esteban Velásquez Núñez          | AD   | FRVS    | 39 519  | 21,11 % |  |  |  |
| III[c]  | Pedro Araya Guerrero             | NPS  | Ind-PPD | 24 157  | 12,90 % |  |  |  |
| III[c]  | Paulina Núñez Urrutia            | ChP+ | RN      | 15 639  | 8,35 %  |  |  |  |
| IV[c]   | Yasna Provoste Campillay         | NPS  | PDC     |         |         |  |  |  |
| IV[c]   | Rafael Prohens Espinosa          | ChP+ | RN      |         |         |  |  |  |
| V[c]    | Daniel Núñez Arancibia           | AD   | PCCh    | 39 379  | 16,17 % |  |  |  |
| V[c]    | Matías Walker Prieto             | NPS  | PDC     | 26 154  | 10,74 % |  |  |  |
| V[c]    | Sergio Gahona Salazar            | ChP+ | UDI     | 25 716  | 10,56 % |  |  |  |
| VI[c]   | Francisco Chahuán Chahuán        | ChP+ | RN      |         |         |  |  |  |
| VI[c]   | Kenneth Pugh Olavarría           | ChP+ | RN      |         |         |  |  |  |
| VI[c]   | Ricardo Lagos Weber              | NPS  | PPD     |         |         |  |  |  |
| VI[c]   | Isabel Allende Bussi             | NPS  | PS      |         |         |  |  |  |
| VI[c]   | Juan Ignacio Latorre Riveros     | AD   | RD      |         |         |  |  |  |
| VII[c]  | Manuel José Ossandón Irarrázabal | ChP+ | RN      | 279 908 | 10,54 % |  |  |  |
| VII[c]  | Luciano Cruz-Coke Carvallo       | ChP+ | EVO     | 150 868 | 5,68 %  |  |  |  |
| VII[c]  | Claudia Pascual Grau             | AD   | PCCh    | 139 722 | 5,26 %  |  |  |  |
| VII[c]  | Fabiola Campillai Rojas          | IND  | Ind     | 402 078 | 15,14 % |  |  |  |
| VII[c]  | Rojo Edwards Silva               | FSC  | PRCh    | 249 273 | 9,39 %  |  |  |  |
| VIII[c] | Alejandra Sepúlveda Orbenes      | AD   | FRVS    | 120 253 | 35,56 % |  |  |  |
| VIII[c] | Javier Macaya Danús              | ChP+ | UDI     | 51 022  | 15,09 % |  |  |  |
| VIII[c] | Juan Luis Castro González        | NPS  | PS      | 51 226  | 15,15 % |  |  |  |
| IX[c]   | Juan Castro Prieto               | ChP+ | Ind-RN  |         |         |  |  |  |
| IX[c]   | Rodrigo Galilea Vial             | ChP+ | RN      |         |         |  |  |  |
| IX[c]   | Juan Antonio Coloma Correa       | ChP+ | UDI     |         |         |  |  |  |
| IX[c]   | Ximena Rincón González           | NPS  | PDC     |         |         |  |  |  |
| IX[c]   | Álvaro Elizalde Soto             | NPS  | PS      |         |         |  |  |  |
| X[c]    | Sebastián Keitel Bianchi         | ChP+ | EVO     | 64 261  | 11,70 % |  |  |  |
| X[c]    | Enrique van Rysselberghe Herrera | ChP+ | UDI     | 35 521  | 6,67 %  |  |  |  |
| X[c]    | Gastón Saavedra Chandía          | NPS  | PS      | 59 046  | 10,75 % |  |  |  |
| XI[c]   | Felipe Kast Sommerhoff           | ChP+ | EVO     |         |         |  |  |  |
| XI[c]   | Carmen Gloria Aravena Acuña      | ChP+ | Ind-RN  |         |         |  |  |  |
| XI[c]   | José García Ruminot              | ChP+ | RN      |         |         |  |  |  |
| XI[c]   | Francisco Huenchumilla Jaramillo | NPS  | PDC     |         |         |  |  |  |
| XI[c]   | Jaime Quintana Leal              | NPS  | PPD     |         |         |  |  |  |
| XII[c]  | Alfonso de Urresti Longton       | NPS  | PS      | 39 204  | 26,34 % |  |  |  |
| XII[c]  | Iván Flores García               | NPS  | PDC     | 21 151  | 14,21 % |  |  |  |
| XII[c]  | María José Gatica Bertin         | ChP+ | RN      | 32 437  | 21,79 % |  |  |  |
| XIII[c] | Iván Moreira Barros              | ChP+ | UDI     | 31 314  | 10,59 % |  |  |  |
| XIII[c] | Carlos Kuschel Silva             | ChP+ | RN      | 28 697  | 9,70 %  |  |  |  |
| XIII[c] | Fidel Espinoza Sandoval          | NPS  | PS      | 53 661  | 18,15 % |  |  |  |
| XIV[c]  | David Sandoval Plaza             | ChP+ | UDI     |         |         |  |  |  |
| XIV[c]  | Ximena Órdenes Neira             | NPS  | Ind-PPD |         |         |  |  |  |
| XV[c]   | Karim Bianchi Retamales          | IND  | Ind     | 31 164  | 47,99 % |  |  |  |
| XV[c]   | Alejandro Kusanovic Glusevic     | ChP+ | Ind-RN  | 9282    | 14,29 % |  |  |  |
| XVI[c]  | Loreto Carvajal Ambiado          | NPS  | PPD     | 43 188  | 24,69 % |  |  |  |
| XVI[c]  | Gustavo Sanhueza Dueñas          | ChP+ | UDI     | 32 320  | 17,33 % |  |  |  |